# 누노 타바레스
누누 알베르티노 바렐라 타바르스 (Nuno Albertino Varela Tavares, 2000년 1월 26일 ~ )는 포르투갈의 축구 선수로 현재 이탈리아 세리에 A의 라치오에서 레프트백으로 뛰고 있다.